# Paul Thibaud
Pour les articles homonymes, voir Thibaud.
Paul Thibaud, né en 1933 en Loire-Inférieure, est un philosophe français.

## Biographie
En 1960, il fonde avec Robert Barrat, Pierre Vidal-Naquet et Jacques Panijel le journal clandestin Vérité-Liberté qui publie le Manifeste des 121, titré « Déclaration sur le droit à l’insoumission dans la guerre d’Algérie » et signé par des intellectuels, universitaires et artistes.
Il dirige la revue Esprit de 1977 à 1989 après le départ de Jean-Marie Domenach. Il préside l'Amitié judéo-chrétienne de France de 1999 à 2008. 
Début 2007, il participe régulièrement, comme journaliste, à l'émission le rendez-vous des politiques sur France Culture.
Selon sa pensée et ses idées, il n'y a jamais eu de révolution algérienne, seulement une guerre, mais pas de révolution car « le terme révolution sous-entend une participation active du peuple », chose qui n’a pas été le cas, a-t-il analysé arguant qu'il « n’y a pas eu de manifestations de masse. La seule, celle à Alger en 1960, était autorisée par le pouvoir Gaulliste ».